# 沖縄県企業局
沖縄県企業局（おきなわけんきぎょうきょく）は、沖縄本島において水道用水供給事業及び工業用水道事業を行う沖縄県の地方公営企業の一つである。復帰前は米国民政府の附属機関の琉球水道公社であった。

## 事業

### 水道用水供給事業
|                | 供給量  | 構成比 | 供給開始年月日  |
| -------------- | ------- | ------ | --------------- |
| 那覇市         | 38,328  | 25.7   | 昭和47年5月15日 |
| 沖縄市         | 20,663  | 13.8   | 同上            |
| 宜野湾市       | 10,198  | 6.8    | 同上            |
| 浦添市         | 13,878  | 9.3    | 同上            |
| 読谷村         | 4,764   | 3.2    | 同上            |
| 南部水道企業団 | 6,189   | 4.1    | 同上            |
| 嘉手納町       | 1.601   | 1.1    | 同上            |
| 北谷町         | 3,917   | 2.6    | 同上            |
| 北中城村       | 2,973   | 2.0    | 同上            |
| 豊見城市       | 6,144   | 4.1    | 同上            |
| 与那原町       | 1,874   | 1.3    | 同上            |
| 中城村         | 1,976   | 1.3    | 同上            |
| 西原町         | 4,331   | 2.9    | 同上            |
| 名護市         | 1,989   | 1.3    | 同上            |
| 糸満市         | 6,412   | 4.3    | 同上            |
| 本部町         | 318     | 0.2    | 昭和50年6月10日 |
| 今帰仁村       | 481     | 0.3    | 昭和50年7月12日 |
| 伊江村         | 500     | 0.3    | 昭和52年2月1日  |
| 恩納村         | 2,656   | 1.8    | 昭和52年7月20日 |
| 金武町         | 1,163   | 0.8    | 平成元年10月1日 |
| うるま市       | 14,485  | 9.7    | 平成17年10月1日 |
| 南城市         | 4,559   | 3.1    | 平成18年1月1日  |
| 小計           | 149,399 | 100.0  |                 |

- 単位は 千m3 / 年
- 南部水道企業団は八重瀬町、南風原町により構成。

＊ 出典は 沖縄県企業局『企業局概要』(2011)

### 工業用水道事業
- 給水地域

名護市、宜野座村、金武町、うるま市、沖縄市、北中城村、中城村、西原町、南風原町、与那原町、南城市（平成17年12月31日現在における佐敷町及び大里村の区域に限る。）、八重瀬町（平成17年12月31日現在における東風平町の区域に限る。）、糸満市

## 沿革
- 1972年5月15日 復帰により、沖縄県企業局が発足。
- 1973年11月29日 浄水管理事務所を廃止、石川及びコザ浄水管理所を設置。
- 1973年12月4日 福地ダム取水開始。
- 1979年5月1日 石川及びコザ浄水管理所を廃止、北部、中部及び南部浄水管理所、水質管理所を設置。
- 1981年10月12日 沖縄県人工降雨実施本部設置。
- 1983年4月1日 南部浄水管理事務所に内部組織としてコザ浄水場設置。
- 1990年6月1日 生物処理施設運転開始（北谷浄水場）。
- 1992年6月3日 水管理センター供用開始。
- 1997年4月1日 海水淡水化センター全面供用開始。
- 2003年5月30日 北谷浄水場硬度低減化施設供用開始。

## 設備
- 名護浄水場
- 久志浄水場
- 石川浄水場
- 北谷浄水場
  - 海水淡水化センター
- 西原浄水場
- 嘉手納井戸群
- 水質管理事務所